# ポートランド島

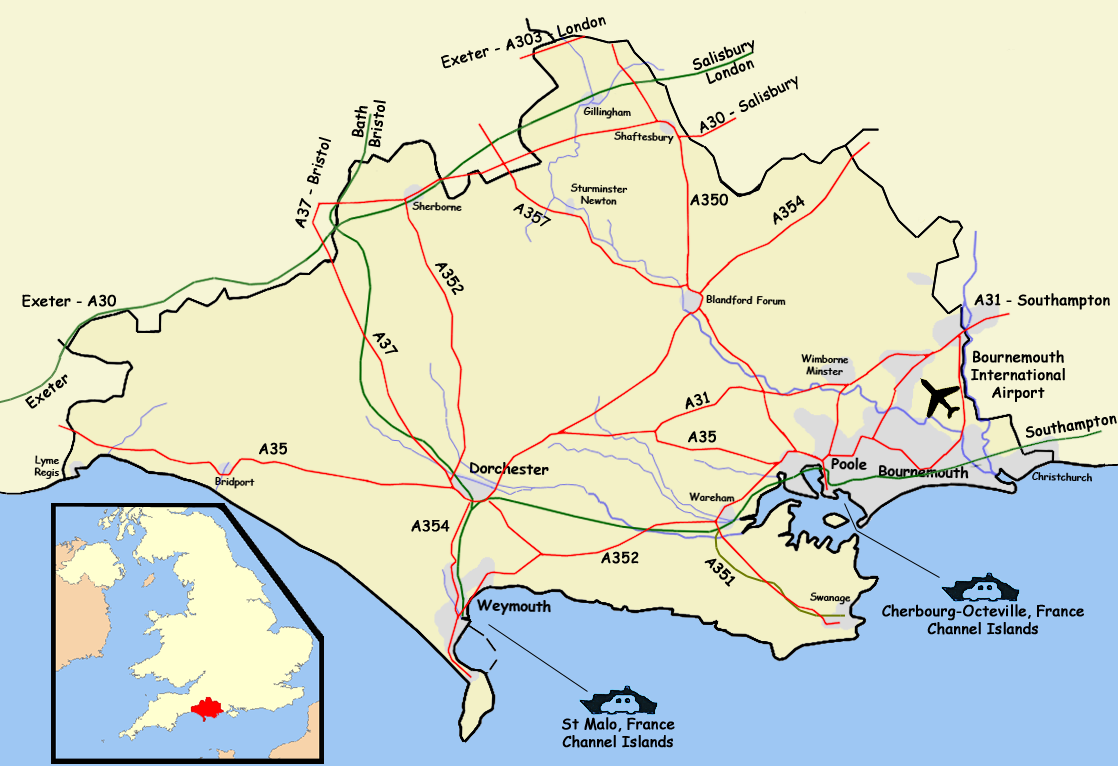
島の位置と周辺交通

ポートランド島（ポートランドとう 英語: Isle of Portland）は、イギリス南部の陸繋島である。
ドーセット州ウェイマスの南方約6キロメートルのイギリス海峡上に位置し、幅200メートル弱の陸繋砂州でグレートブリテン島とつながっている。
全島がジュラ紀の石灰岩から成り、採掘してポートランド石の名称で建築用材として供給される。セント・ポール大聖堂の石材は当地から提供された。代表的なセメントであるポルトランドセメントは、仕上がりがポートランド石に似ていることからその名がつけられた。
2001年、「ドーセットと東デヴォンの海岸」として、ユネスコ世界遺産に登録された。
かつてはイギリス海軍の基地があった。第一次世界大戦時、大日本帝国海軍が対英支援のため派遣した第二特務艦隊の巡洋艦「出雲」乗組員で、終戦後の帰途に同島で客死した二等兵曹・原田浅吉の墓がある。

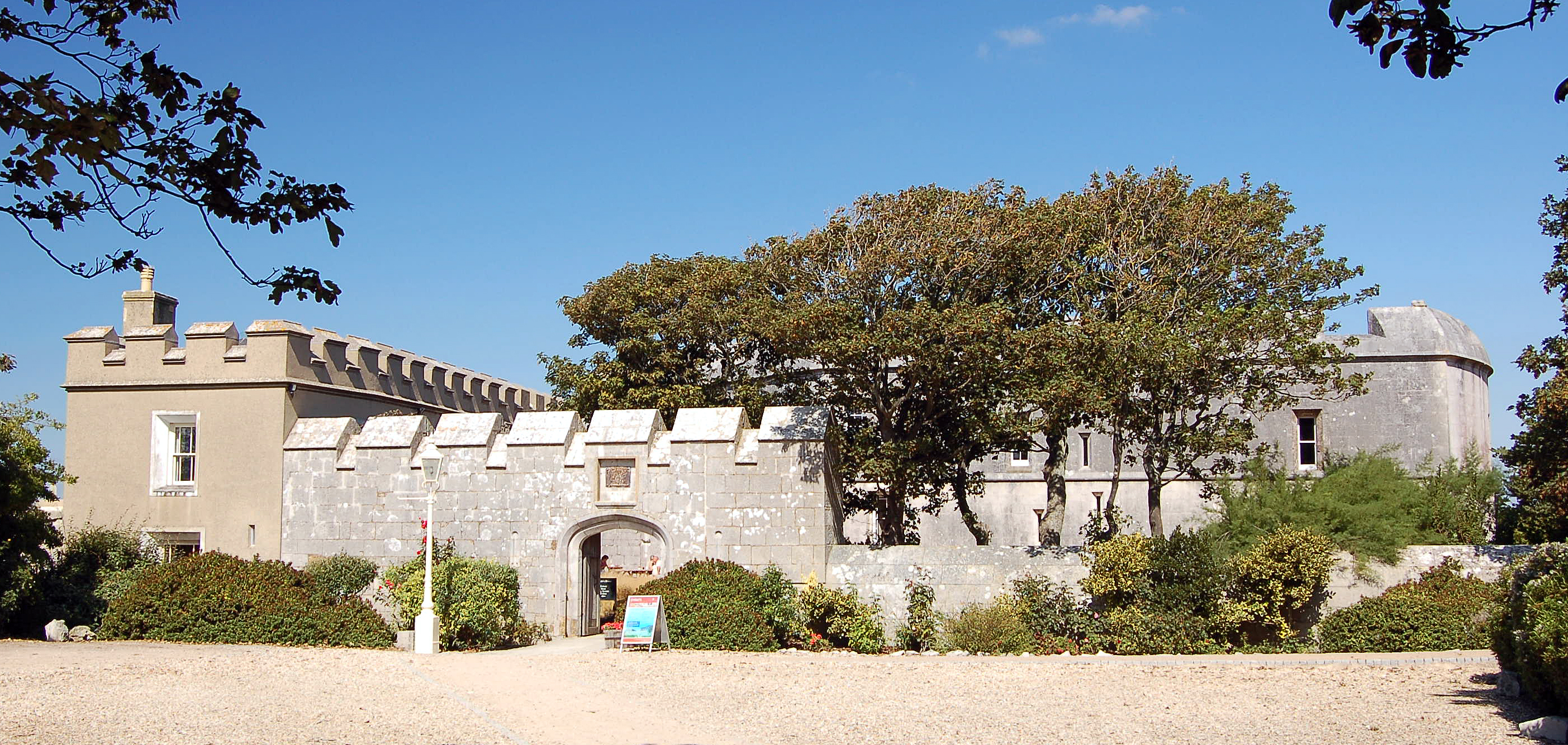
1540年頃建造されたポートランド城（英語版）
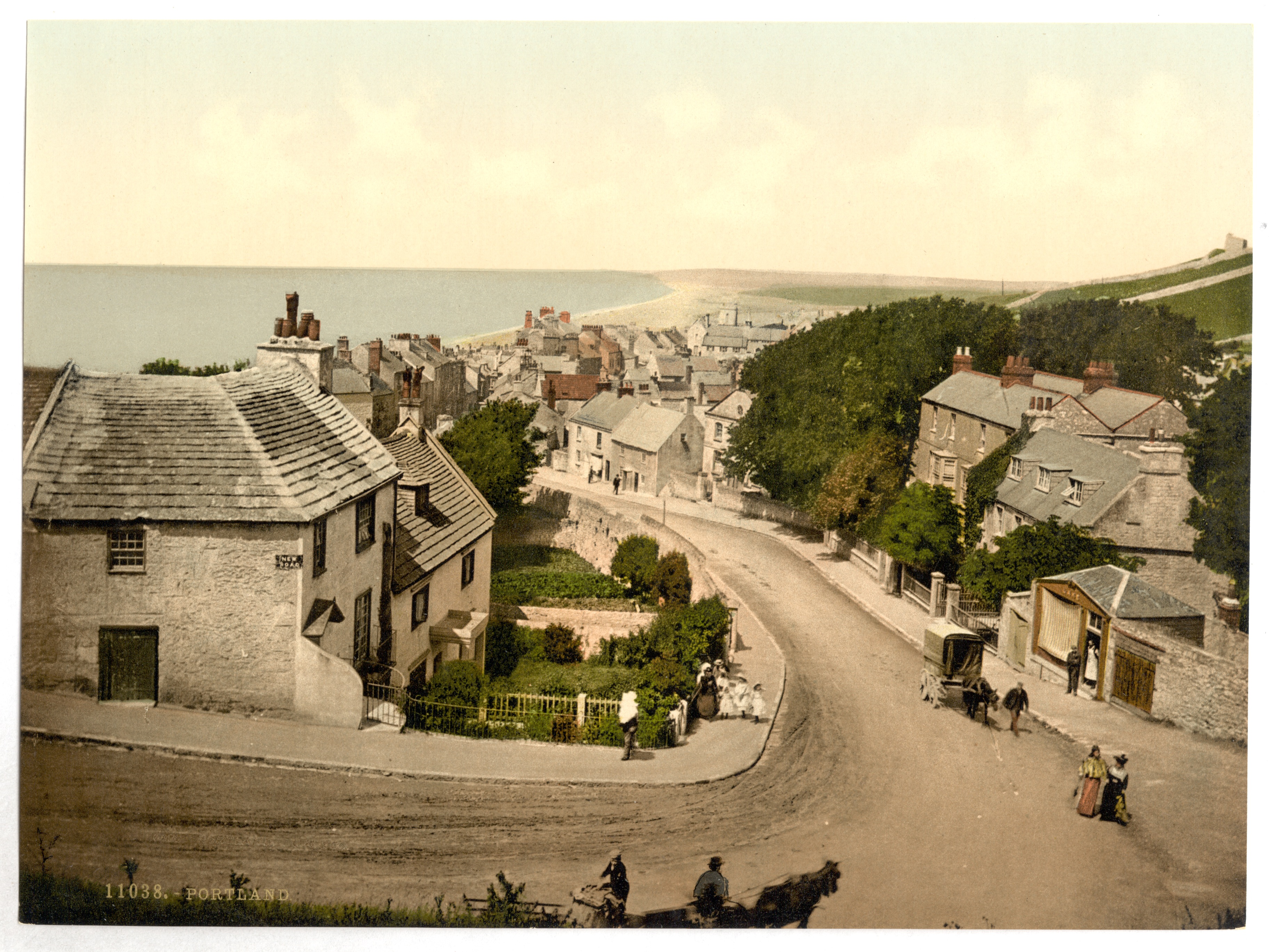
ポートランドの町並み（1890年代）
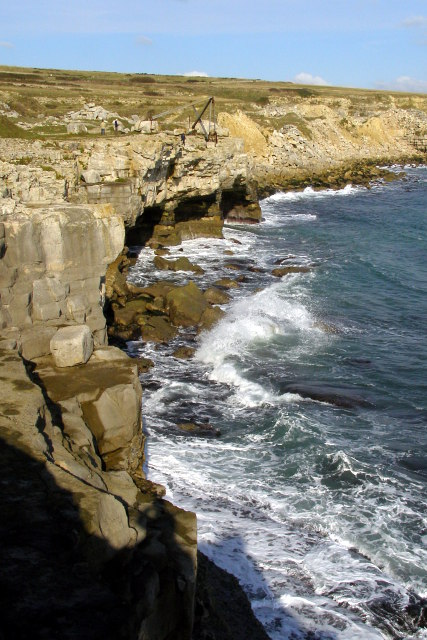
ポートランド島の海岸と採石場
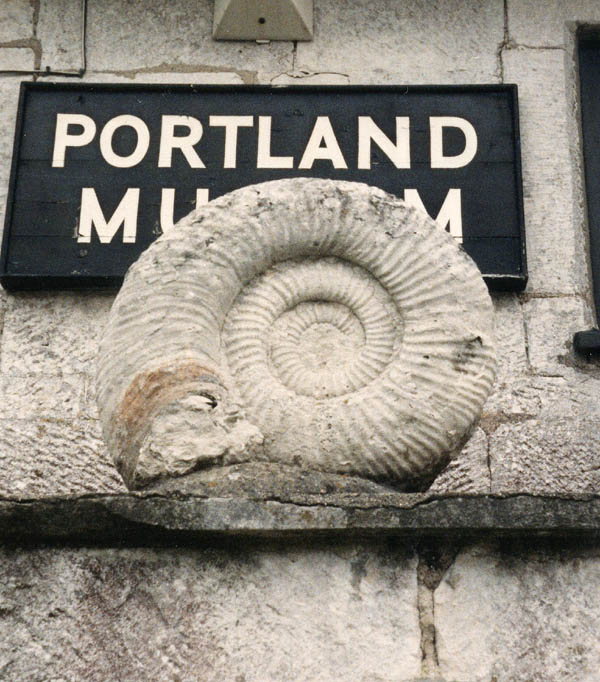
ポートランド博物館入口のアンモナイト化石